# Czesław Orłowski

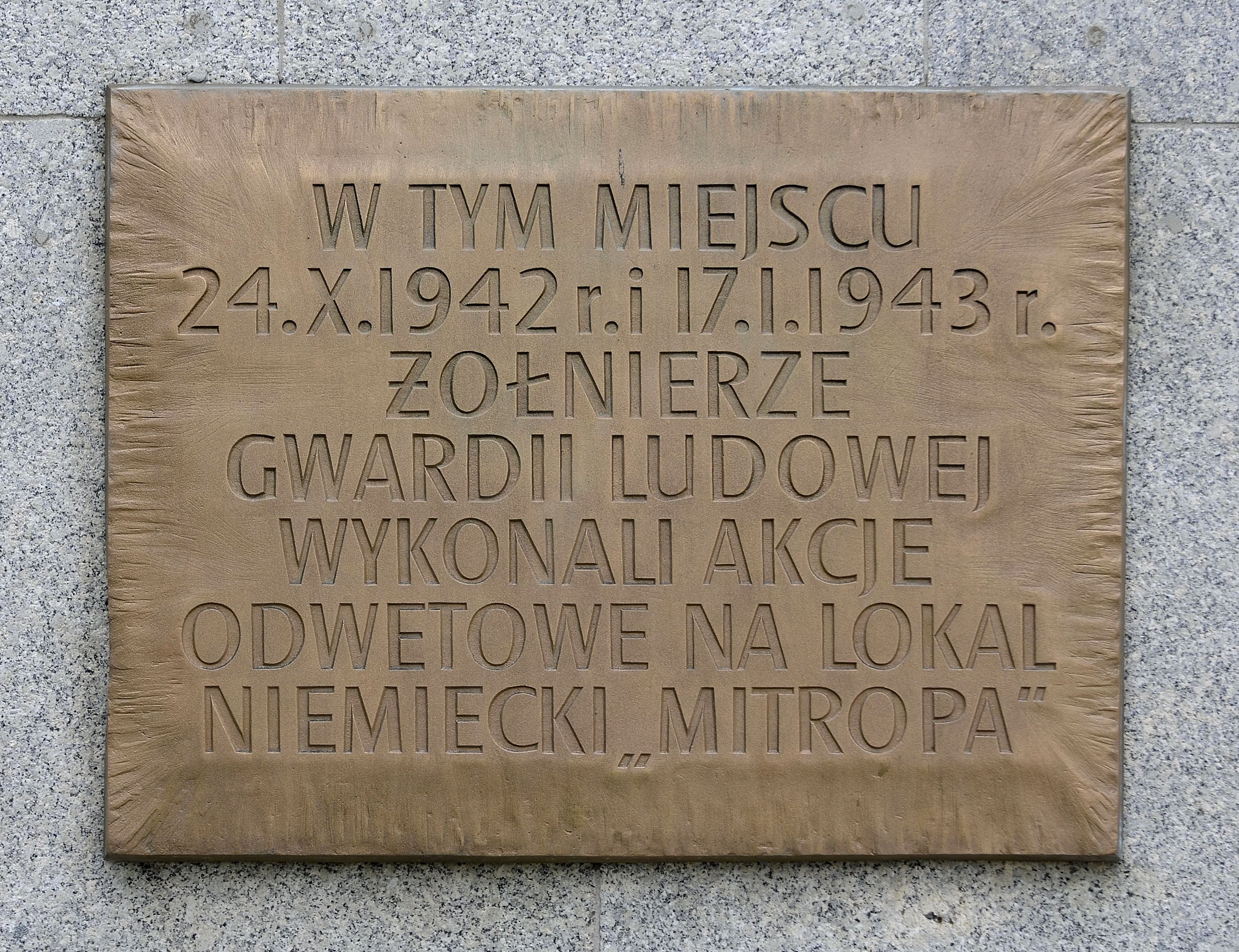
Tablica upamiętniająca zamach na „Mitropę” na Dworcu Głównym

Czesław Orłowski pseud. „Ceniek”, „Gieniek” (ur. 1927, zm. 24 kwietnia 1943)  – polski działacz konspiracji w czasie II wojny światowej, żołnierz Gwardii Ludowej, członek Grupy Specjalnej Sztabu Głównego GL.
Brał udział w akcji na niemiecką restaurację „Mitropa” na Dworcu Głównym w Warszawie, która działała w trakcie okupacji jako lokal Nur für Deutsche. Akcja miała miejsce 24 października 1942 roku. Podobną akcję przeprowadził 23 lutego 1943 roku w Kielcach, gdzie zginęło lub zostało rannych 6 Niemców.
Poległ pod Skarżyskiem Kamiennym.
Pochowany w kwaterze członków Związku Walki Młodych na Wojskowych Powązkach w Warszawie (6C-2-1).

## Upamiętnienie

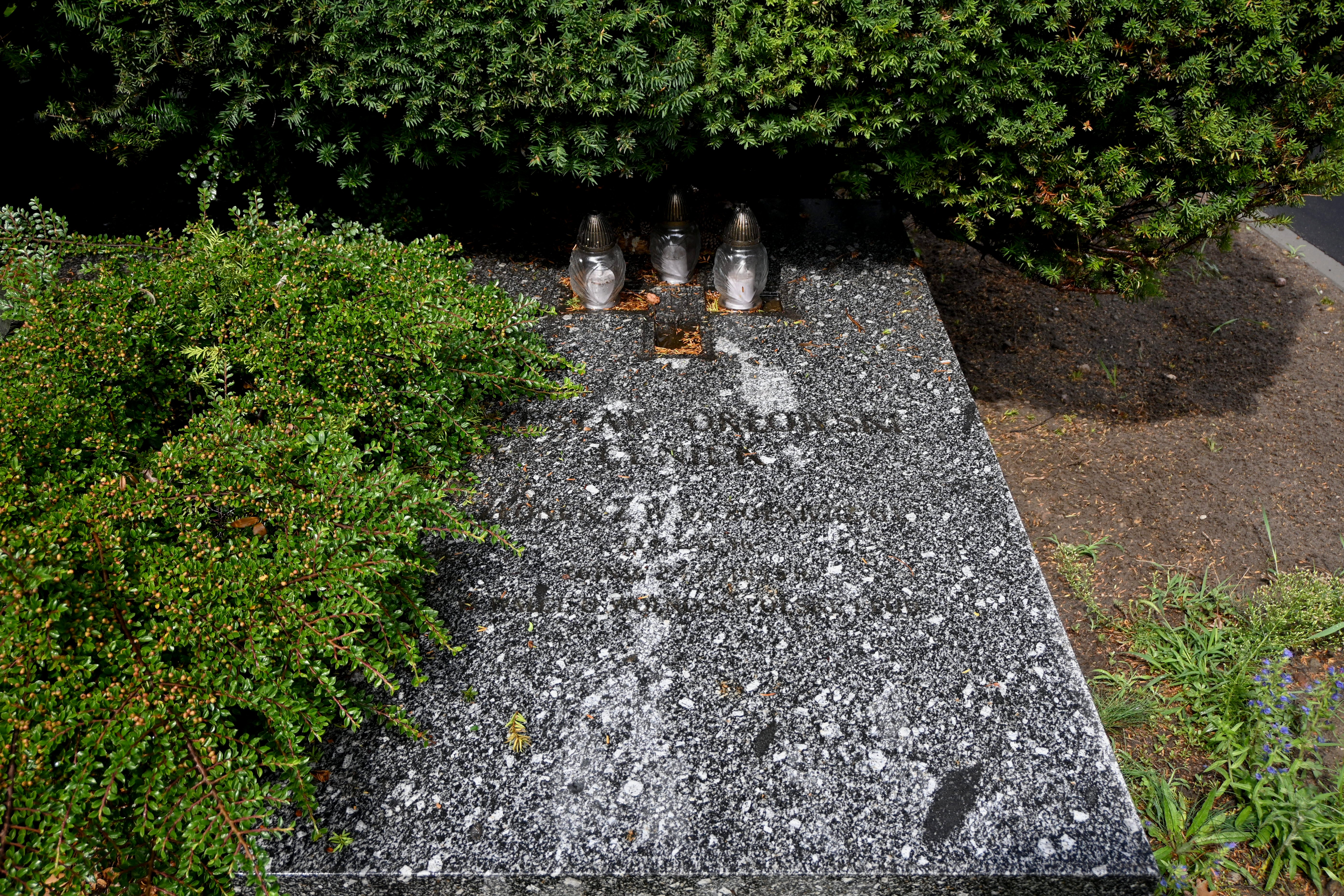
Grób Czesława Orłowskiego w kwaterze ZWM na Cmentarzu Wojskowym na Powązkach w Warszawie

Od 1953 roku jego imię nosiło Technikum Budowy Samochodów w Warszawie (działające później w ramach Zespół Szkół Samochodowych i Licealnych Nr 2 w Warszawie). 20 lutego 2025 na sesji Rady m. st. Warszawy, radni miejscy jednomyślnie poparli uchwałę o zmianie dotychczasowego patrona Technikum Samochodowego nr 2 w Warszawie, którym został wybrany Marian Bublewicz.